# Mohammad Ghani Hikmat
Pour les articles homonymes, voir Hikmat.
Mohammad Ghani Hikmat (arabe : محمد غني حكمت) est un sculpteur irakien né le 20 avril 1929 à Bagdad, Irak et décédé le 12 septembre 2011  à Amman,  Jordanie.

## Biographie
Il est diplômé de l'Institut des Beaux-Art de Bagdad ainsi que de l'Académie des Beaux-Arts de Rome. 
Ses immenses statues en bronze se trouvant à Bagdad s'inspirent des contes des Milles et une Nuit. 
Son œuvre couvre également des sculptures en bois.
Il a été marié à Gaya Al-Rahal et a eu deux enfants : Hajer Mohammed et Yasir Mohammed.

## Œuvres
Il a fini les Epées de Qadisisiya (Arc de la victoire) - Parc Zawiaz à Bagdad -, commencé par Khaled Al-Rahal en 1987 dont Mohammed Ghani Hikmat était l'assistant lors du projet et ami également, symbolisant la puissance irakienne lors de la guerre Irak-Iran. 